# Coppa Italia di pallacanestro maschile 1999
La Coppa Italia di pallacanestro maschile 1999 ha avuto luogo dal 1º settembre 1998 al 31 gennaio 1999. La squadra vincitrice del trofeo è stata la Virtus Bologna.

## Struttura
Le eliminatorie per raggiungere le final four ebbero la seguente struttura: un primo turno (sedicesimi di finale) di sole 12 partite dove si incontrano tutte le squadre di serie A1 e A2 ad esclusione delle 4 semifinaliste dei play-off scudetto dell'anno precedente, che sono ammesse di diritto al turno successivo.
Un secondo turno dove, oltre alle 12 vincitrici dei sedicesimi, si uniscono le 4 semifinaliste play-off della stagione 1997-98 (ovvero Virtus Bologna, Fortitudo Bologna, Varese e Reggio Emilia). Le vincitrici approdano ai quarti di finale da dove usciranno le 4 squadre delle final four.
In tutti i turni eliminatori la qualificazione si gioca in 2 partite, andata e ritorno. Vince chi ha segnato più punti nella somma dei 2 incontri. In caso di parità sono previsti i tempi supplementari. Le final four si disputarono il 30 e 31 gennaio presso il PalaMalaguti di Casalecchio di Reno. La Virtus Bologna sponsorizzata Kinder si aggiudicò il trofeo battendo Varese in finale col punteggio di 65-63.

## Risultati

### Sedicesimi di finale
1º settembre e 3 settembre 1998
| Squadra 1                 | Totale  | Squadra 2                  | Andata | Ritorno |
| ------------------------- | ------- | -------------------------- | ------ | ------- |
| Bini Viaggi Livorno       | 151-153 | Viola Reggio Calabria      | 73-69  | 78-84   |
| Select Avellino           | 139-180 | Müller Verona              | 71-85  | 68-95   |
| Banca Popolare Ragusa     | 137-149 | Pepsi Rimini               | 72-66  | 65-83   |
| Fila Biella               | 145-156 | Benetton Treviso           | 83-64  | 62-92   |
| Banco di Sardegna Sassari | 117-138 | Polti Cantù                | 54-54  | 63-84   |
| Carne Montana Forlì       | 132-146 | S.D.A.G. Gorizia           | 67-69  | 65-77   |
| Snai Montecatini          | 144-146 | Termal Imola               | 73-83  | 71-63   |
| Zara Fabriano             | 156-159 | Mabo Prefabbricati Pistoia | 87-80  | 69-79   |
| Serapide Pozzuoli         | 131-171 | Ducato Siena               | 74-80  | 57-91   |
| Codivari Roseto           | 118-123 | Calze Pompea Roma          | 59-56  | 59-67   |
| Sicc Jesi                 | 143-173 | Sony Milano                | 77-83  | 66-90   |
| Lineltex Trieste          | 130-133 | Scavolini Pesaro           | 85-74  | 45-59   |

Accedono di diritto agli ottavi di finale, in quanto teste di serie: Kinder Bologna, Zucchetti Reggio Emilia, Pallacanestro Varese e TeamSystem Bologna.

### Ottavi di finale
6 e 10 settembre 1998
| Squadra 1                  | Totale  | Squadra 2               | Andata | Ritorno     |
| -------------------------- | ------- | ----------------------- | ------ | ----------- |
| Viola Reggio Calabria      | 140-155 | Kinder Bologna          | 72-87  | 68-68       |
| Müller Verona              | 140-123 | Pepsi Rimini            | 80-65  | 60-58       |
| Polti Cantù                | 127-134 | Benetton Treviso        | 62-58  | 65-76       |
| S.D.A.G. Gorizia           | 149-166 | Zucchetti Reggio Emilia | 76-83  | 73-83       |
| Termal Imola               | 169-182 | Pallacanestro Varese    | 80-97  | 89-85       |
| Mabo Prefabbricati Pistoia | 147-139 | Ducato Siena            | 74-68  | 73-71       |
| Sony Milano                | 141-142 | Calze Pompea Roma       | 69-56  | 86-72 (dts) |
| Scavolini Pesaro           | 182-196 | TeamSystem Bologna      | 89-89  | 93-107      |

### Quarti di finale
13 e 17 settembre 1998
| Squadra 1                  | Totale  | Squadra 2               | Andata | Ritorno |
| -------------------------- | ------- | ----------------------- | ------ | ------- |
| Müller Verona              | 131-141 | Kinder Bologna          | 65-70  | 66-71   |
| Benetton Treviso           | 198-159 | Zucchetti Reggio Emilia | 111-79 | 87-80   |
| Mabo Prefabbricati Pistoia | 142-157 | Pallacanestro Varese    | 64-71  | 78-86   |
| Calze Pompea Roma          | 154-163 | TeamSystem Bologna      | 86-88  | 68-75   |

### Final Four
La Final Four si è svolta al PalaMalaguti di Casalecchio di Reno (BO) dal 30 al 31 gennaio 1999.
|  | Semifinali 30 gennaio 1999 | Semifinali 30 gennaio 1999 | Semifinali 30 gennaio 1999 |                      |                | Finale 31 gennaio 1999 | Finale 31 gennaio 1999 | Finale 31 gennaio 1999 |  |
|  |                            |                            |                            |                      |                |                        |                        |                        |  |
|  | Kinder Bologna             | Kinder Bologna             | 91                         |                      |                |                        |                        |                        |  |
|  | Kinder Bologna             | Kinder Bologna             | 91                         |                      |                |                        |                        |                        |  |
|  | Benetton Treviso           | Benetton Treviso           | 89                         |                      |                |                        |                        |                        |  |
|  | Benetton Treviso           | Benetton Treviso           | 89                         |                      | Kinder Bologna | Kinder Bologna         | 65                     |                        |  |
|  |                            |                            |                            |                      | Kinder Bologna | Kinder Bologna         | 65                     |                        |  |
|  |                            |                            | Pallacanestro Varese       | Pallacanestro Varese | 63             |                        |                        |                        |  |
|  | Pallacanestro Varese       | Pallacanestro Varese       | Pallacanestro Varese       | Pallacanestro Varese | 63             | 74                     |                        |                        |  |
|  | Pallacanestro Varese       | Pallacanestro Varese       |                            |                      |                |                        |                        |                        |  |
|  | TeamSystem Bologna         | TeamSystem Bologna         | 73                         |                      |                |                        |                        |                        |  |

## Verdetti
- Vincitrice della Coppa Italia: Kinder Bologna

Formazione: Alessandro Abbio, Augusto Binelli, Claudio Crippa, Predrag Danilović, Bill Edwards, Alessandro Frosini, Radoslav Nesterovič, Dan O'Sullivan, Antoine Rigaudeau, Fabio Ruini, Hugo Sconochini. Allenatore: Ettore Messina.
- MVP delle finali: Alessandro Frosini (Kinder Bologna).